# Pablo Armero
Pablo Estifer Armero (Tumaco, Nariño, 2 de noviembre de 1986) es un exfutbolista colombiano que jugaba como lateral izquierdo.
Ha sido internacional con la selección de Colombia. Además fue parte de la selección Colombia que participó en el mundial de 2014 que llegó hasta los cuartos de final.

## Trayectoria

### América de Cali
Armero inició su carrera deportiva en el América de Cali, cuando debutó en el 2004 a órdenes del entrenador Alberto Suárez, desempeñándose como defensa lateral izquierdo. A medida que pasaron los años, Armero fue consolidándose como el lateral izquierdo del equipo escarlata, llegando a disfrutar de bastante regularidad. Desde el principio, Armero se caracterizó por su increíble velocidad en el juego. Con la llegada de Diego Edison Umaña al banquillo del América en 2007, Armero se convirtió en pieza clave del equipo, donde fue fundamental su velocidad y su aporte en el ataque. Fue figura del equipo que quedó tercero en el Finalización 2007, subcampeón en el Apertura 2008 y campeón en el Finalización 2008. Armero tuvo una gran actuación en el torneo, y fue reconocido como una de las figuras del año, por lo cual despertó el interés de equipos del extranjero. Tras proclamarse campeón con los diablos rojos, fue fichado por el club brasileño Palmeiras. De ese modo Armero dejó el América tras 4 años en el equipo, después de ser campeón y figura del equipo que consiguió el título número 13 del conjunto escarlata, y convertido en uno de los jugadores más queridos por la afición americana.

### Palmeiras
Después de su gran actuación con el América de Cali y del título conseguido, fue fichado por el Palmeiras en 2009. Armero fue titular con el Palmeiras y llegó a las Semifinales del Campeonato Paulista, pero perderían ante el Santos. Muchos equipos europeos se interesaron en él por su gran velocidad y su habilidad para ayudar en la defensa y para apoyar en el ataque. Su único gol con el Palmeiras fue en julio de 2009 ante Náutico en la victoria de su equipo por 4-1, marcando el tercer gol. Después de haber firmado un precontrato luego de la gran temporada del colombiano, Armero casi se une al Parma del Fútbol italiano, pero el traspaso se derrumbó el 3 de julio porque los equipos no llegaron a un acuerdo. El 28 de agosto de 2010, luego de la Temporada brasileña 2009/2010, el Udinese de Italia compraría el pase de Armero para jugar en la Liga italiana.

### Udinese Calcio
Después del fichaje de Armero para el Udinese, se convertiría en el Lateral izquierdo titular del equipo, reemplazando en el puesto a Giovanni Pasquale. En la temporada de su llegada (2010/2011), Udinese terminaría 4° en el campeonato, Armero jugaría 29 partidos (26 de ellos como titular) y el equipo clasificaría a la Fase de clasificación de la Liga de Campeones. Udinese en la fase de clasificación quedaría emparejado ante el Arsenal de Inglaterra, a pesar de que Armero jugó los 2 partidos de titular, el equipo italiano perdería la serie y no clasificaría a la Fase de grupos. Además en la Temporada 2010/2011 del Calcio, Armero quedaría incluido en el Once ideal junto a estrellas del nivel de Zlatan Ibrahimović, Thiago Silva y Edinson Cavani.
El 9 de enero de 2013, Armero sería cedido al Napoli por un año con opción de compra, completando así 89 partidos y 4 goles con el Udinese.

### Napoli
El 9 de enero de 2013 fichó por el Napoli, el mismo equipo donde jugaban sus compatriotas Camilo Zúñiga y Duván Zapata, cedido por un año por el Udinese. Armero jugaría 29 partidos, 18 de ellos como titular, sin anotar goles. En junio de 2013, luego de la buena temporada del colombiano, el Napoli compraría su pase total por 6 millones de euros.

### West Ham United
El 31 de enero de 2014, Armero es cedido del Napoli al West Ham United de la Premier League de Inglaterra. En su única temporada en la Premier League, Armero solamente jugaría 6 partidos, los demás partidos de la temporada estaría de suplente.

### Milan
El 11 de agosto de 2014, Armero es cedido del West Ham United al Milan de la Serie A (Italia).
Solo tuvo la oportunidad de jugar ocho partidos con Milan hasta el 10 de abril de 2015.

### Flamengo
El 9 de abril de 2015 se confirmó por parte del club Flamengo que había llegado a un acuerdo con el Napoli para mitad del 2015.

El 24 de mayo debutó con el equipo brasileño en la derrota 2-1 contra Avai jugando todo el partido.

### Udinese
Para enero del 2016 vuelve al Udinese dueño de sus derechos deportivos sin confirmase el fin del contrato.

Debutaría el 7 de febrero marcando el gol de su equipo en el empate a un gol frente al Milan.

### Bahía
En el 23 de diciembre fue fichado por Bahía para jugar en el 2017, contrato por un año con opción de extender contrato. Debuta el 26 de enero por la Copa do Nordeste 2017 en el empate a cero goles con Fortaleza. El 24 de mayo se coronaria campeón de la Copa do Nordeste 2017 en la victoria 2 a 1 en el global sobre el Sport Recife.

### América de Cali
El 13 de enero de 2018 es oficializado su regreso al América de Cali de la Categoría Primera A, por un periodo de seis meses. Debuta el 10 de febrero en el empate a un gol frente al Deportes Tolima volviendo a jugar en el Pascual Guerrero después de nueve años. Su primer gol con la mecha lo hace el 7 de abril en la victoria 3 por 0 sobre el Boyacá Chico.

### Alagoano
El 18 de marzo de 2019 se confirmó como nuevo jugador del Alagoano del Campeonato Brasileño de Serie A. Debutó el 7 de abril en la derrota 3 a 1 visitando a Botafogo PB. El 22 de mayo de 2019 fue despedido por indisciplina.

### Guarani
Una semana después de su despido, Guarani anunció su contratación hasta final de año para jugar el Campeonato Brasileño de Serie B.

## Selección Colombia

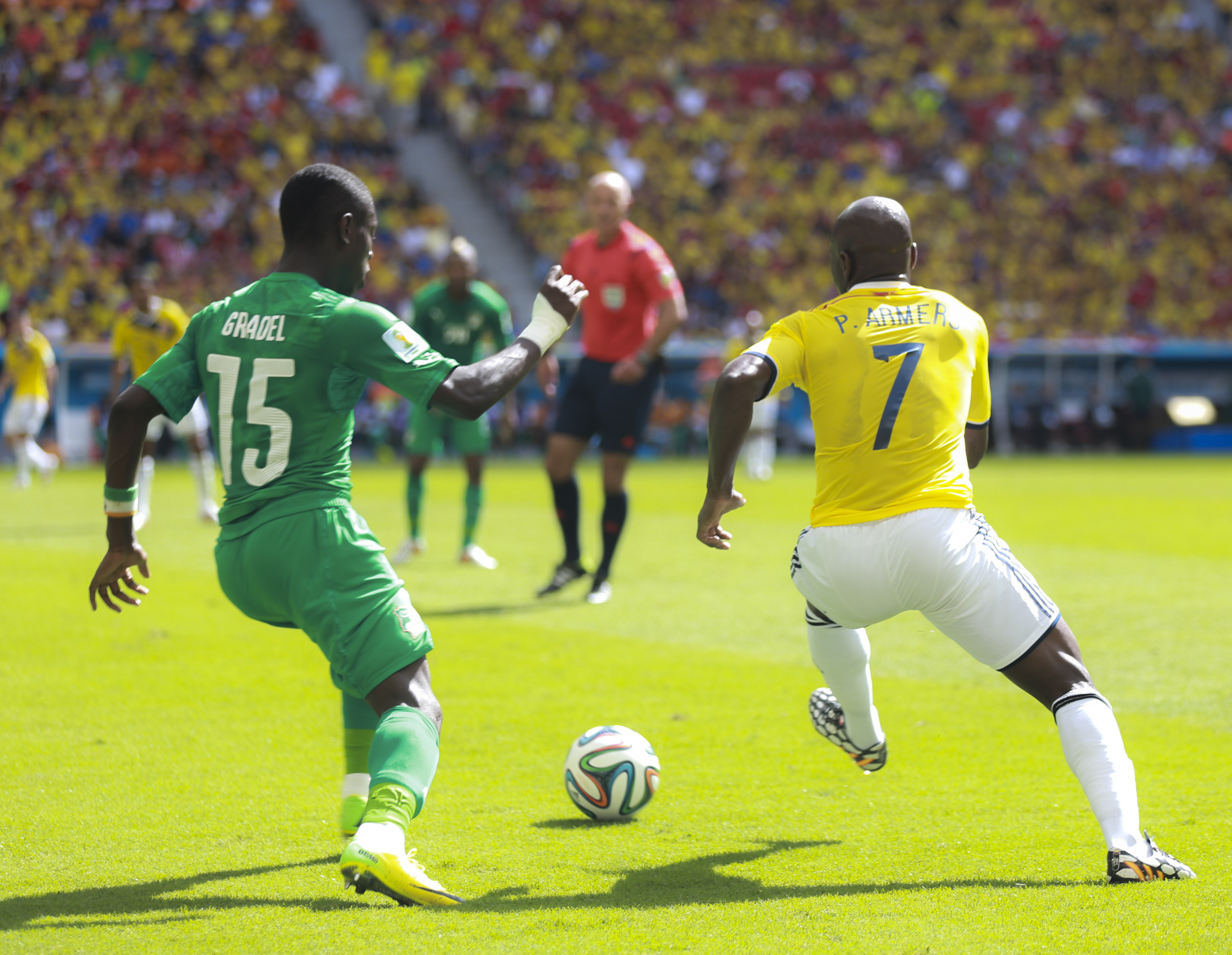
Pablo Armero con la Selección Colombia en Brasil 2014.

Armero ha integrado la Selección Colombia en las categorías Sub-17 y Sub-21, y, a partir de 2010, hace parte de la Selección absoluta. Se destacó al obtener las medallas de oro en los Juegos Centroamericanos y del Caribe de Cartagena 2006 y en los Juegos Bolivarianos de Armenia 2005.
En junio de 2014, fue convocado por la selección de Colombia para la Copa Mundial de la FIFA 2014. Armero anotó el primer gol de Colombia en la victoria por 3-0 contra Grecia en el primer partido del mundial Brasil 2014.
El 11 de mayo de 2015 fue seleccionado por José Pekerman en los 30 pre-convocados para disputar la Copa América 2015.
Fue seleccionado en la nómina definitiva de 23 jugadores el 30 de mayo.
En total, disputando la Copa Mundial 2014, la Copa América 2011 y 2015, las Clasificatorias mundialistas de 2010, 2014 y 2018 y amistosos internacionales, ha participado en 102 partidos marcando dos goles.

### Participación enCopas América
| Copa América           | Sede                   | Resultado              | PJ | GA | Asis |
| ---------------------- | ---------------------- | ---------------------- | -- | -- | ---- |
| Copa América 2011      | Argentina              | Cuartos de final       | 4  | 0  | 1    |
| Copa América 2015      | Chile                  | Cuartos de final       | 3  | 0  | 0    |
| Total en Copas América | Total en Copas América | Total en Copas América | 7  | 0  | 1    |

### Participaciones enEliminatorias al Mundial
| Eliminatoria                            | Sede del Mundial       | Posición               | Resultado   | PJ | GA | Asis |
| --------------------------------------- | ---------------------- | ---------------------- | ----------- | -- | -- | ---- |
| Eliminatorias Mundial de Sudáfrica 2010 | Sudáfrica              | 7°lugar 23pts          | Eliminado   | 9  | 0  | 3    |
| Eliminatorias Mundial de Brasil 2014    | Brasil                 | 2°lugar 30pts          | Clasificado | 15 | 1  | 2    |
| Eliminatorias Mundial de Rusia 2018     | Rusia                  | 4°lugar 27pts          | Clasificado | 1  | 0  | 0    |
| Total en Eliminatorias                  | Total en Eliminatorias | Total en Eliminatorias | 2/3         | 25 | 1  | 5    |

### Participación en Copas del Mundo Juvenil
| Mundial                  | Sede      | Resultado    | PJ | GA | Asis |
| ------------------------ | --------- | ------------ | -- | -- | ---- |
| Copa Mundial Sub-17 2003 | Finlandia | Cuarto lugar | 6  | 0  | 0    |

### Participaciones enCopas del Mundo
| Mundial                | Sede   | Resultado        | PJ | GA | Asis |
| ---------------------- | ------ | ---------------- | -- | -- | ---- |
| Mundial de Brasil 2014 | Brasil | Cuartos de final | 5  | 1  | 0    |

### Goles internacionales
| # | Fecha               | Lugar                                         | Rival   | Gol   | Resultado | Competición                |
| - | ------------------- | --------------------------------------------- | ------- | ----- | --------- | -------------------------- |
| 1 | 22 de marzo de 2013 | Estadio Metropolitano, Barranquilla, Colombia | Bolivia | 5 - 0 | 5 - 0     | Eliminatorias Mundial 2014 |
| 2 | 14 de junio de 2014 | Estadio Mineirão, Belo Horizonte, Brasil      | Grecia  | 1 - 0 | 3 - 0     | Copa Mundial 2014          |

## Estadísticas
| Club                       | Temporada           | Liga  | Liga  | Liga   | Copas nacionales | Copas nacionales | Copas nacionales | Copas internacionales | Copas internacionales | Copas internacionales | Total | Total | Total  |
| Club                       | Temporada           | Part. | Goles | Asist. | Part.            | Goles            | Asist.           | Part.                 | Goles                 | Asist.                | Part. | Goles | Asist. |
| -------------------------- | ------------------- | ----- | ----- | ------ | ---------------- | ---------------- | ---------------- | --------------------- | --------------------- | --------------------- | ----- | ----- | ------ |
| América de Cali · Colombia | 2004                | 28    | 3     | 1      | -                | -                | -                | -                     | -                     | -                     | 28    | 3     | 1      |
| América de Cali · Colombia | 2005                | 25    | 0     | 0      | -                | -                | -                | 2                     | 0                     | 0                     | 27    | 0     | 5      |
| América de Cali · Colombia | 2006                | 24    | 1     | 0      | -                | -                | -                | -                     | -                     | -                     | 24    | 1     | 3      |
| América de Cali · Colombia | 2007                | 31    | 2     | 0      | -                | -                | -                | -                     | -                     | -                     | 31    | 2     | 2      |
| América de Cali · Colombia | 2008                | 36    | 2     | 1      | -                | -                | -                | 5                     | 0                     | 0                     | 41    | 8     | 7      |
| América de Cali · Colombia | Total               | 144   | 8     | 2      | -                | -                | -                | 7                     | 0                     | 0                     | 151   | 14    | 18     |
| Palmeiras · Brasil         | 2009                | 42    | 1     | 5      | 0                | 0                | 0                | 11                    | 0                     | 2                     | 53    | 4     | 7      |
| Palmeiras · Brasil         | 2010                | 18    | 1     | 2      | 7                | 0                | 0                | 1                     | 0                     | 0                     | 26    | 3     | 2      |
| Palmeiras · Brasil         | Total               | 60    | 2     | 7      | 7                | 0                | 0                | 12                    | 0                     | 2                     | 79    | 7     | 9      |
| Udinese · Italia           |                     |       |       |        |                  |                  |                  |                       |                       |                       |       |       |        |
| 2010-11                    | 31                  | 2     | 4     | 2      | 0                | 0                | 0                | 0                     | 0                     | 33                    | 2     | 4     |        |
| 2011-12                    | 28                  | 1     | 12    | 0      | 0                | 0                | 11               | 1                     | 0                     | 39                    | 2     | 12    |        |
| 2012-13                    | 10                  | 0     | 2     | 0      | 0                | 0                | 6                | 0                     | 1                     | 18                    | 0     | 3     |        |
| Total                      | 69                  | 3     | 17    | 2      | 0                | 1                | 19               | 2                     | 3                     | 90                    | 4     | 19    |        |
| Napoli · Italia            | 2012-13             | 15    | 0     | 2      | 0                | 0                | 0                | 0                     | 0                     | 0                     | 15    | 0     | 2      |
| Napoli · Italia            | 2013-14             | 14    | 0     | 1      | 0                | 0                | 0                | 4                     | 0                     | 0                     | 18    | 0     | 1      |
| Napoli · Italia            | Total               | 29    | 0     | 3      | 0                | 0                | 0                | 4                     | 0                     | 0                     | 33    | 0     | 3      |
| West Ham United Inglaterra | 2013-14             | 5     | 0     | 0      | 0                | 0                | 0                | 0                     | 0                     | 0                     | 5     | 0     | 0      |
| West Ham United Inglaterra | Total               | 5     | 0     | 0      | 0                | 0                | 0                | 0                     | 0                     | 0                     | 5     | 0     | 0      |
| Milan · Italia             | 2014-15             | 8     | 0     | 1      | 0                | 0                | 0                | 0                     | 0                     | 0                     | 8     | 0     | 1      |
| Milan · Italia             | Total               | 8     | 0     | 1      | 0                | 0                | 0                | 0                     | 0                     | 0                     | 8     | 0     | 1      |
| Flamengo · Brasil          | 2015                | 4     | 0     | 1      | 1                | 0                | 1                | 0                     | 0                     | 0                     | 5     | 0     | 2      |
| Flamengo · Brasil          | Total               | 4     | 0     | 1      | 1                | 0                | 1                | 0                     | 0                     | 0                     | 5     | 0     | 2      |
| Udinese · Italia           | 2015-16             | 5     | 1     | 0      | 0                | 0                | 0                | 0                     | 0                     | 0                     | 5     | 1     | 0      |
| Udinese · Italia           | 2016-17             | 2     | 0     | 0      | 1                | 0                | 0                | 0                     | 0                     | 0                     | 3     | 0     | 0      |
| Udinese · Italia           | Total               | 7     | 1     | 0      | 1                | 0                | 0                | 0                     | 0                     | 0                     | 8     | 1     | 0      |
| Bahía · Brasil             | 2017                | 19    | 0     | 2      | 2                | 0                | 0                | 0                     | 0                     | 0                     | 21    | 0     | 2      |
| Bahía · Brasil             | Total               | 19    | 0     | 2      | 2                | 0                | 0                | 0                     | 0                     | 0                     | 21    | 0     | 2      |
| América de Cali · Colombia | 2018                | 25    | 1     | 2      | 0                | 0                | 0                | 0                     | 0                     | 0                     | 25    | 1     | 2      |
| América de Cali · Colombia | Total               | 25    | 1     | 2      | 0                | 0                | 0                | 0                     | 0                     | 0                     | 25    | 1     | 2      |
| Alagoano · Brasil          | 2019                | 4     | 0     | 0      | 0                | 0                | 0                | -                     | -                     | -                     | 4     | 0     | 0      |
| Alagoano · Brasil          | Total               | 4     | 0     | 0      | 0                | 0                | 0                | 0                     | 0                     | 0                     | 4     | 0     | 0      |
| Guarani · Brasil           | 2019                | 3     | 0     | 0      | 0                | 0                | 0                | -                     | -                     | -                     | 3     | 0     | 0      |
| Guarani · Brasil           | Total               | 3     | 0     | 0      | 0                | 0                | 0                | 0                     | 0                     | 0                     | 3     | 0     | 0      |
| Total en su carrera        | Total en su carrera | 379   | 15    | 31     | 13               | 0                | 2                | 42                    | 2                     | 5                     | 434   | 37    | 38     |

## Palmarés

### Títulos regionales
| Título           | Equipo | Región          | Año  |
| ---------------- | ------ | --------------- | ---- |
| Copa do Nordeste | Bahía  | Región Nordeste | 2017 |

### Títulos nacionales
| Título              | Equipo          | País     | Año  |
| ------------------- | --------------- | -------- | ---- |
| Torneo Finalización | América de Cali | Colombia | 2008 |

### Títulos internacionales
| Título                               | Equipo                    | Sede     | Año  |
| ------------------------------------ | ------------------------- | -------- | ---- |
| Juegos Bolivarianos                  | Selección Colombia Sub-17 | Colombia | 2005 |
| Juegos Centroamericanos y del Caribe | Selección Colombia Sub-21 | Colombia | 2006 |

### Distinciones individuales
| Distinción                           | Año  |
| ------------------------------------ | ---- |
| Mejor Lateral izquierdo del Calcio   | 2011 |
| Incluido en el Once Ideal del Calcio | 2011 |